# Нью-Касл-Нортвест (Пенсільванія)
Нью-Касл-Нортвест (англ. New Castle Northwest) — переписна місцевість (CDP) в США, в окрузі Лоуренс штату Пенсільванія. Населення — 1397 осіб (2020).

## Географія
Нью-Касл-Нортвест розташований за координатами 41°1′20″ пн. ш. 80°21′20″ зх. д. / 41.02222° пн. ш. 80.35556° зх. д. (41.022153, -80.355611).  За даними Бюро перепису населення США в 2010 році переписна місцевість мала площу 2,26 км², з яких 2,25 км² — суходіл та 0,01 км² — водойми.

## Демографія
Згідно з переписом 2010 року, у переписній місцевості мешкало 1413 осіб у 668 домогосподарствах у складі 395 родин. Густота населення становила 625 осіб/км².  Було 726 помешкань (321/км²).
Расовий склад населення:
| - 96,1 % — білих - 1,6 % — чорних або афроамериканців - 1,1 % — азіатів - 0,1 % — корінних американців |

До двох чи більше рас належало 0,9 %. Частка іспаномовних становила 2,4 % від усіх жителів.
За віковим діапазоном населення розподілялося таким чином: 17,7 % — особи молодші 18 років, 53,2 % — особи у віці 18—64 років, 29,1 % — особи у віці 65 років та старші. Медіана віку мешканця становила 50,7 року. На 100 осіб жіночої статі у переписній місцевості припадало 81,9 чоловіків;  на 100 жінок у віці від 18 років та старших — 79,8 чоловіків також старших 18 років.
Середній дохід на одне домашнє господарство  становив 66 910 доларів США (медіана — 58 750), а середній дохід на одну сім'ю — 81 852 долари (медіана — 73 813). Медіана доходів становила 54 091 долар для чоловіків та 45 352 долари для жінок. За межею бідності перебувало 9,9 % осіб, у тому числі 32,6 % дітей у віці до 18 років та 7,0 % осіб у віці 65 років та старших.
Цивільне працевлаштоване населення становило 592 особи. Основні галузі зайнятості: освіта, охорона здоров'я та соціальна допомога — 24,8 %, виробництво — 12,8 %, роздрібна торгівля — 11,3 %, науковці, спеціалісти, менеджери — 11,0 %.